# Brezno, Podvelka
Brezno je naselje v Občini Podvelka.
Brezno je razloženo naselje z jedrom ob Brezniškem potoku. Ob izlivu Brezniškega potoka v Dravo je  kinološki poligon in splavarski pristan. Tu je bil skozi stoletja glavni pristan (lenštat) dravskih flosarjev kjer so še neposredno pred 2. svetovno vojno sestavljali in plavili splave. Zadnji je odplul decembra 1941. Les so vozili do Osijeka, Novega Sada in Beograda.
V barokizirani romanski (okoli 1180) cerkvi Device Marije se je ohranil gotski prezbiterij; glavni oltar so 1765 naredili v delavnici rezbarja J. Holzingerja. Zgodovinska znamenitost kraja je tudi zapuščen rudnik grafita, ki leži na severnem pobočju nad krajem.
V kraju Brezno so matična Osnovna šola Brezno-Podvelka, ena trgovina, dve gostilni in športno-rekreacijski center.
Iz naselja vodi na sever lokalna cesta na osrednji del Kozjaka, ki se po prebivalcih Kobancih imenuje Kobansko.